# Musikjahr 1662
Liste der Musikjahre

◄◄ | ◄ | 1658 | 1659 | 1660 | 1661 | Musikjahr 1662 | 1663 | 1664 | 1665 | 1666 | ► | ►►

Weitere Ereignisse
Dieser Artikel behandelt das Musikjahr 1662.

## Ereignisse
- 07. Februar: Die Uraufführung der Oper Ercole amante (deutsch: Der verliebte Herkules) von Francesco Cavalli findet in Paris statt.[1]
- 24. Juli: Jean-Baptiste Lully heiratet Madeleine, die Tochter des französischen Komponisten Michel Lambert.
- 26. September: Die Uraufführung des musikalischen Dramas Antiopa giustificata von Johann Caspar Kerll erfolgt in München.
- 18. November: Das Drama La Zenobia di Radamisto von Antonio Bertali hat seine Uraufführung an der Hofburg in Wien.
- Michel Lambert wird Kammermusikmeister Ludwigs XIV.

## Instrumental- und Vokalmusik (Auswahl)
- Antonio Maria Abbatini – Amante dubbioro, a Sopr. c. Bc.
- Thomas Barcroft (oder George Barcroft) – Service in G
- Philip Friederick Buchner – Plectrum musicum, op. 4
- Maurizio Cazzati – Correnti, e balletti, op. 30
- Richard Dering – Cantica sacra zu zwei und drei Stimmen mit Basso continuo, London: John Playford (posthum veröffentlicht)
- Andreas Hammerschmidt – Kirchen- und Tafel-Music
- Giovanni Legrenzi – Compiete con le lettanie & antifone, op. 7
- Jakob Ludwig – Partiturbuch Ludwig (mit Werken von Bertali, Frohberger u. a.)
- Johann Heinrich Schmelzer – Sacro-profanus concentus musicus
- Courtly Masquing Ayres (Werke von Jenkins, Adson u. a.)

## Musiktheater
- 26. September: Die Uraufführung des musikalischen Dramas Antiopa giustificata von Johann Caspar Kerll findet in München statt.
- 18. November: An der Hofburg in Wien erfolgt die Uraufführung des Dramas La Zenobia di Radamisto von Antonio Bertali.
- Giovanni Andrea Bontempi
  - Il Paride (3. November, Dresden)
  - Leben und Martyrium des Heiligen Emiliano (Oratorium) (Dresden)
- Francesco Cavalli – Ercole amante (7. Februar, Paris)

## Geboren

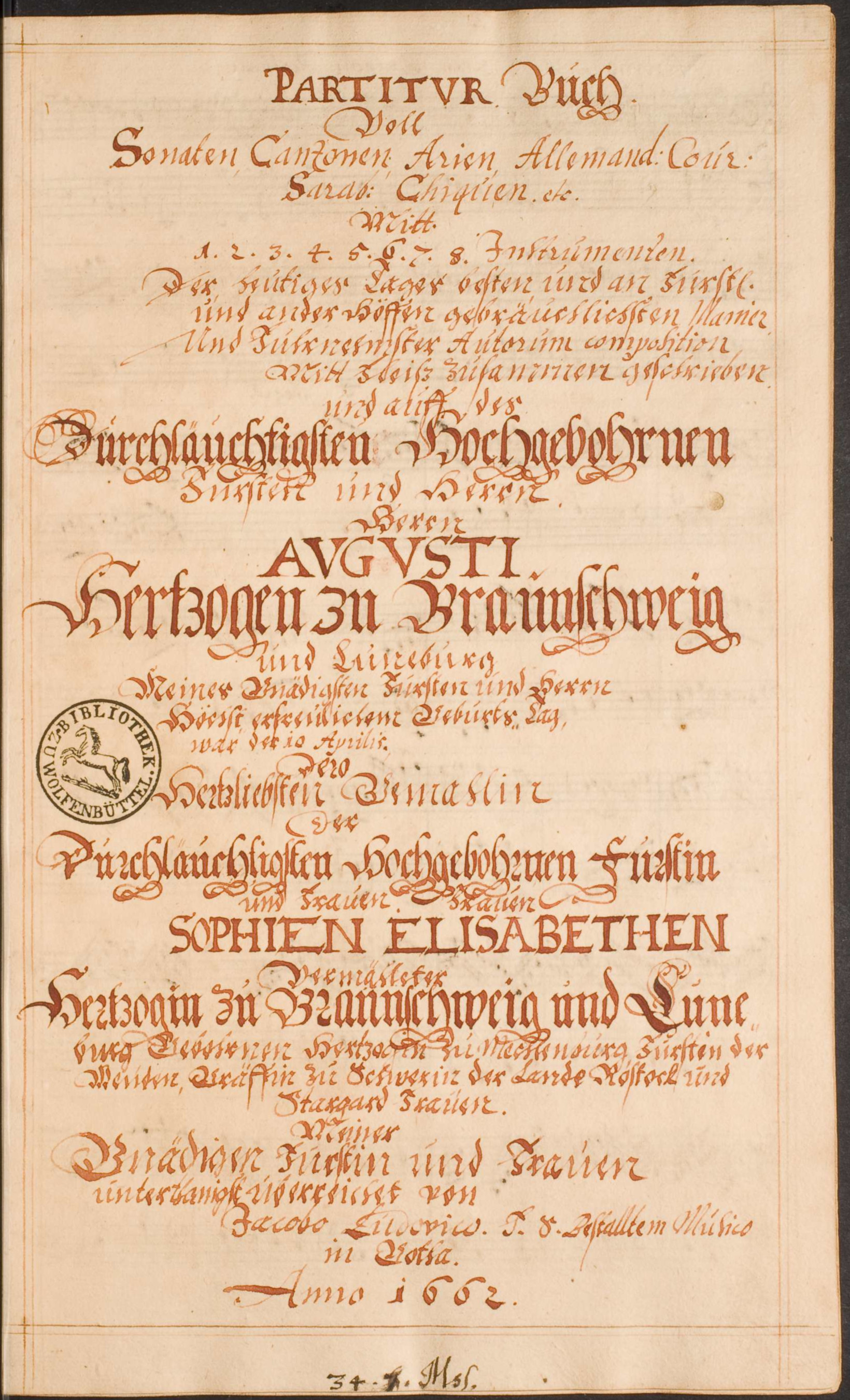
Deckblatt Partiturbuch Ludwig

### Geburtsdatum gesichert
- 13. Januar: Johann Christian Adami der Ältere, deutscher Theologe und Kirchenlieddichter († 1715)

### Geboren vor 1662
- Christian Ludewig Meyer, deutscher Glocken- und Geschützgießer († 1725)

### Geboren um 1662
- Etienne Denis Delair, französischer Theorbespieler und Musiktheoretiker († 1750)
- Giovanni Lorenzo Lulier, italienischer Komponist und Cellist († 1700)

## Gestorben

### Todesdatum gesichert
- 13. Januar: Christian Keimann, deutscher Pädagoge, Dichter und evangelischer Kirchenlieddichter (* 1607)
- 26. Januar: Marco Marazzoli, italienischer Komponist (* um 1602)
- 00. Februar: Giuseppe Zamponi, italienischer Organist und Komponist (* zwischen 1600 und 1610)
- 05. März: Johann Crüger, deutscher Komponist (* 1598)
- 07. April: Nicolaus Manderscheidt, deutscher Orgelbauer (* 1580)
- 23. April: William Young, englischer Komponist und Gambist (* um 1610)
- 07. Mai: Lucrezia Orsina Vizzana, italienische Komponistin (* 1590)
- 07. Juli: Andreas Düben, deutscher Kapellmeister, Organist und Komponist (* 1597)
- 27. Juli: Valentin Thilo der Jüngere, lutherischer Theologe, Professor der Rhetorik und Kirchenlieddichter (* 1607)
- 11. September: Marco Scacchi, italienischer Kapellmeister und Komponist (* um 1605)
- 21. Oktober: Henry Lawes, englischer Komponist (* 1595)

### Genaues Todesdatum unbekannt
- Marco Antonio Ferro, italienischer Komponist und Lautenist (* nach 1600)

### Gestorben nach 1662
- Anna Renzi, italienische Opernsängerin (* um 1620)